# Bradford Dillman
Bradford Dillman (San Francisco (Californië), 14 april 1930 – Santa Barbara, 16 januari 2018) was een Amerikaans acteur, bekend om zijn vele rollen in televisieseries en films.
Dillman is tweemaal getrouwd geweest; zijn tweede echtgenote was Suzy Parker. Hij was vader van vijf kinderen. Dillman werd 87 jaar oud en werd begraven op de begraafplaats van Santa Barbara.